# Делчо Несторов
Делчо Несторов Несторов (до 1945 г. Дѣлчо) е български офицер, генерал-майор и преводач, участник Сръбско-българската (1885), Балканската (1912 – 1913) и Междусъюзническата война (1913), началник на военносъдебната част на 3-та армия през Първата световна война (1915 – 1918).

## Биография
Делчо Несторов е роден на 20 септември 1863 г. в Панагюрище. Взема участие в Сръбско-българската (1885) в редовете на Ученическия легион. През 1886 година постъпва във Военното на Негово Княжеско Височество училище и завършва на 27 април 1887, когато е произведен в чин подпоручик и зачислен в 5-и пехотен дунавски полк. На 18 май 1890 е произведен в чин поручик, на 2 август 1895 в чин капитан и на 2 май 1902 в чин майор. Завършва военно-юридическа академия. Служи като прокурор в Шуменския военен съд и като председател на Русенския военен съд.
На 18 май 1906 е произведен в чин подполковник, а на 4 септември 1910 в чин полковник. Взема участие в Балканската (1912 – 1913) и Междусъюзническата война (1913). На 1 юли 1914 г. е уволнен от служба.
Във връзка с участието на България в Първата световна война (1915 – 1918) полковник Несторов е отново мобилизиран и служи като началник на военносъдебната част на 3-та армия. Съгласно заповед № 679 от 1917 г. по Действащата армия „за бойни отличия и заслуги във войната“ е награден с Народен орден „За военна заслуга“ III степен без военно отличие. На 23 октомври 1918 г. е произведен в чин генерал-майор.
Делчо Несторов е женен и има 5 деца. Синът му Александър Несторов също достига до звание генерал-майор.
Генерал-майор Делчо Несторов умира през март 1932 г. и е погребан в централните софийски гробища.

## Военни звания
- Подпоручик (27 април 1887)
- Поручик (18 май 1890)
- Капитан (2 август 1895)
- Майор (2 май 1902)
- Подполковник (18 май 1906)
- Полковник (4 септември 1910)
- Генерал-майор (23 октомври 1918)

## Образование
- Военно на Негово Княжеско Височество училище (1886 – 1887)

## Награди
- Народен орден „За военна заслуга“ III степен без военно отличие (1917)